# Coremacera confluens
Coremacera confluens är en tvåvingeart som beskrevs av Camillo Rondani 1868. Coremacera confluens ingår i släktet Coremacera och familjen kärrflugor.
Artens utbredningsområde är Italien. Inga underarter finns listade i Catalogue of Life.